# The Unforgiven
 Denne artikel omhandler Metallicas sang. Opslagsordet har også en anden betydning, se Unforgiven.
The Unforgiven er en single fra heavy metalbandet Metallica. Sangen kommer fra deres album Metallica også kaldet The Black Album. 